# Засуджений №13
«Засуджений № 13» (англ. Convict 13) — американська німа кінокомедія Едварда Клайна 1920 року.

## Сюжет
Похмура, але смішна трагікомедія, з'єднує гумор з вогнепальним фарсом. Герой Бастера Кітона бореться за виживання у в'язниці і, зрештою, здійснює втечу.

## У ролях
- Бастер Кітон — гравець у гольф / Тюремник
- Сібіл Сілі — дочка начальника тюрми
- Джо Робертс — Великий засуджений («Страшний засуджений», «Божевільний засуджений»)
- Едвард Клайн — кат
- Джо Кітон — засуджений
- Гаррі Кітон — низький тюремник
- Луїза Кітон — дама на полі для гольфу